# Nick Harris
Nick Harris (Inglewood, California, 13 de noviembre de 1998) es un jugador profesional estadounidense de fútbol americano que se desempeña en la posición de center en Cleveland Browns, equipo de la National Football League (NFL).

## Carrera
Fue seleccionado en la quinta ronda en la Reunión Anual de Selección de Jugadores de la NFL de 2020. Hizo su debut profesional con el equipo Cleveland Browns, donde lleva jugando cuatro temporadas.